# Juan Francisco Molinar Horcasitas
Juan Francisco Molinar Horcasitas (Chihuahua, Mexico-Stad, 18 december 1955 – 21 mei 2015) was een Mexicaans politicoloog en politicus van de Nationale Actiepartij (PAN).
Molinar studeerde politicologie en openbare administratie aan de Nationale Autonome Universiteit van Mexico (UNAM) en het Colegio de México en behaalde een doctoraat politicologie aan de Universiteit van Californië - San Diego. Hij heeft gedoceerd aan verschillende universiteiten en was van 1994 tot 2000 werkzaam bij het Federaal Electoraal Instituut (IFE). Van 2000 tot 2002 was hij onderminister van politieke ontwikkeling en van 2003 tot 2006 had hij namens de PAN zitting in de Kamer van Afgevaardigden. In 2006 werd hij benoemd tot voorzitter van het Mexicaans Instituut voor Sociale Zekerheid (IMSS). In die functie raakte hij in het nieuws nadat hij verklaarde dat er geen abortussen zouden worden uitgevoerd in IMSS klinieken nadat abortus in het Federaal District werd gelegaliseerd.
Molinar werd op 3 maart 2009 door president Felipe Calderón benoemd tot minister van communicatie en transport na het aftreden van Luis Téllez. In 2011 werd hij vervangen door Dionisio Pérez-Jácome Friscione.